# Alpherakya sartoides
Plebejus sartoides is een vlinder uit de familie van de Lycaenidae. De wetenschappelijke naam van de soort is voor het eerst gepubliceerd in 1910 door Charles Swinhoe.